# Bustillo del Páramo (Burgos)
Bustillo del Páramo es una localidad situada en la provincia de Burgos, comunidad autónoma de Castilla y León (España), comarca de Odra-Pisuerga, ayuntamiento de Villadiego.

## Datos generales
Atravesado por el río Bustillo, afluente del Hormazuela y este, a su vez, del Brullés.
Wikimapia/Coordenadas: 42°33'2"N   3°52'50"W

## Situación administrativa
Entidad Local Menor cuya alcaldesa pedánea es Manuela María Rojo López.

## Historia
A través de intervenciones arqueológicas se conocen enclaves de habitación asociados a los característicos “campos de hoyos” del Calcolítico, caracterizadas
en superficie por la presencia de desechos domésticos como cerámica elaborada a mano, industrias líticas y fauna atribuibles a este momento.
La primitiva iglesia habría que relacionarla con la fundación de la localidad, que aparece recogida en el Becerro de las Behetrías en 1352.

## Patrimonio
Iglesia de San JuanEn piedra de sillería. Se ubica a los pies de una ladera, en la que se realizó un vaciado para tal fin. Edificio gótico de transición (siglo XVI), de una nave. Presenta contrafuertes en un lateral. Torre de estilo popular del siglo XVIII. La cabecera es cuadrada que, a media altura, pasa a ser en poligonal (siglo XVIII). Tiene pórtico adosado. Portada barroca sencilla. En el sur tiene capillas y cementerio adosados. Restaurada.
Marcueros Ciertos montones de piedras en los páramos que hay entre Bustillo y Castromorca que el saber popular asocia a antiguos ritos.  También los montones de piedras y cabañas de piedras que los pastores hacían para resguardarse de las inclemencias del tiempo.
Al parecer, entre 1985 y 1990 cuando se construyó la nueva fuente localizada en el centro del pueblo, desapareció una fuente abovedada de tradición romana. Estaba incluida en las Fichas del Inventario de Bienes de interés Histórico Artístico (1977) de la Junta de Castilla y León.

## Economía
La economía de Bustillo del Páramo está basada en la agricultura, ganadería, caza y aerogeneradores.

## Gastronomía
Queso casero de oveja Especialidad gastronómica de la comarca única en España, casi perdida. En Bustillo se le mimaba lavándolo una vez a la semana con suero.
Manzanilla borde y Manzanilla auténticade los páramos y laderas de Bustillo.
Nueces en leche.
Productos de la matanza del cerdoCalducho, Mondongo, Morcilla, Chorizo, Sabadeños, Jerejitos.

## Vocabulario de Bustillo
Pistorejazo (pescozón) / Ondrón / Ariscar las patatas / Pipo (un tipo de grano) / Horcaja / Chino (cerdo) / Aujero / Hacerla colorada (hacer algo mal con consecuencias negativas) / Respe (lengua de la culebra) / Agüelo / Botija / Colodra (para la pizarra de afilar) / Ligaterna (lagartija) / Pinarse (ponerse de punta) / la Mocha (del árbol) / Escolingarse (columpiarse, deslizarse) / Bubulillos (crías de la abubilla) / Cortapichas (tijereta) / Saltacapas (saltamontes) / Ilaga (aulaga) / Tapabocas (bufanda grande) / Airada (mal corporal causado por el frío y el viento) / "Juegos de chicos: el marro, los cacos, las canicas y los tres navíos  / Juegos de chicas: las tabas y los alfileres / Pinganito (sitio alto y empinado) / Cachapera (cabaña hecha de ramas) / Arregazarse (los pantalones) / Lapo (tortazo) / Bochincha (vejiga urinaria) / Chospar (brincar) / Productos de la mantanza del cerdo: Calducho, Mondongo, Sabadeños, Jerejitos / Candrejo (cangrejo) / Paralís (parálisis) / Aves: rabocandiles (lavanderas), colorines o sietecolores (jilgueros), bubulillas (abubillas), picorrelinches (picos carpinteros), tordas (mirlos), cuculillos o cuclillos (cucos) / La tarea de la pela (arrancar yeros a mano) / Tafear (olisquear) / Tafarada (tufarada) / Chupeta (chupete) / Jersé (jersey) / Rutar (sonar, hacer ruido) / Vino churro / Rebusca (volver a las cepas vendimiadas en busca de racimos olvidados) / Tener cagurrinas (estar suelto de vientre) / Tirar el pantalón (hacer de vientre) / Ascape (deprisa) / La Rabona (la liebre) / Atropar (recoger, especialmente en trabajos agrícolas) / Camizadera (Tabla de madera que unida a una lanza sujeta al yugo se arrastra perpendicular al suelo para recoger la trilla) / Curcusilla (rabadilla) / Acigüembre (grosella espinosa) / Costro (sapo) / Dujo (colmena hecha con tronco de árbol) / Arraño (deseo vehemente) / Asurar (soquemar un tejido por exceso de calor) /...
- Las patatas se siembran por mayo junio, y se arrancan en octubre, y también hay que ariscarlas, quitarles las hierbas, curarlas el bicho o sapo, arrancar los cenizos...,
- Y cuando al rato, con la horcaja, ibas sacando los reteles y había cangrejos, qué te digo...
- Dios me libre de juzgar mal a mis abuelos por aquellos pistorejazos; sé que no eran fruto de la ira, sino que estaban movidos por la noble intención de despejarle a uno las ideas para que estuviera más atento a las vacas que movían el trillo de forma cansina,...
- ¿Recuerdas cómo engordaba el chino con ese suero (de hacer queso) diario?
- Cuando las mujeres tienen mucha lengua o la tienen muy afilada se suele decir que tienen mucho respe.
- Si llegas a agarrar la rama podrás escolingarte por ella.
- Al menos atúsate un poco el pelo y ponte un tapabocas o, por lo menos, la anguarina de tu agüelo por la cabeza, para que no te dé una airada.
- Estoy esperando a que terminen de abrir el chino para que me den la bochincha. Poco después salía yo chospando y era feliz dando patadas con los demás chicos, en la era, a la vejiga del recién sacrificado.
- Ahora la Manuela no puede porque está noche la ha dado como un paralís.
- Pelar los yeros.
- ... cuando veo que mi tío comienza a olisquear el aire en todas direcciones ¿Qué tafeas en el aire? --le pregunta mi abuela--;...
- Me ruta algo al oído y no sabría decir de dónde viene. / ¡Cómo te rutan las tripas!
- Sí --terció mi abuelo--, pero cuando la liebre te sale así, tan ascape delante de ti, se te queda la cara de bobo y, mientras corre a todo cisco, sólo la ves por detrás, con el rabo blanco y cortito que sube y baja como haciéndote burla; por eso la llaman la rabona.
- Cerca de treinta dujos, treinta troncos de árbol vacíos por dentro, de más de un metro de largo cada uno, no todos ellos con enjambre,...
- Pero no tengas prisa; si de veras quieres pan recién cocido, cuando saque la primera hogaza la encentaré y te daré un currusco para que mates el arraño;...